# Eduard Reinhold
Karl Eduard Reinhold (* 3. Dezember 1836 in Meerane; † 4. Juli 1900 in Reichenhall) war ein deutscher Unternehmer und Politiker (Nationalliberale Partei).

## Leben und Wirken
Der Sohn des Seilermeisters und Handelsmanns Gottfried Reinhold war als Fabrikbesitzer in Meerane tätig, wo er zunächst kommunalpolitisch im Stadtrat aktiv wurde. Von 1899 bis zu seinem Tod vertrat er den 14. städtischen Wahlkreis in der II. Kammer des Sächsischen Landtags des Königreichs Sachsen. In einer Nachwahl wurde der Kaufmann Friedrich William Rittberger zu seinem Nachfolger bestimmt.